# Phaulochernes howdenensis
Espèce
Phaulochernes howdenensis est une espèce de pseudoscorpions de la famille des Chernetidae.

## Distribution
Cette espèce est endémique de Nouvelle-Zélande.

## Description
Phaulochernes howdenensis mesure de 2,1 à 2,3 mm.

## Étymologie
Son nom d'espèce, composé de howden et du suffixe latin -ensis, « qui vit dans, qui habite », lui a été donné en référence au lieu de sa découverte, le lac Howden (région du Southland, en Nouvelle-Zélande).

## Publication originale
- Beier, 1976 : The pseudoscorpions of New Zealand, Norfolk, and Lord Howe. New Zealand Journal of Zoology, vol. 3, no 3, p. 199-246 (texte intégral).